# Hermann von Sachsenheim (Dichter)

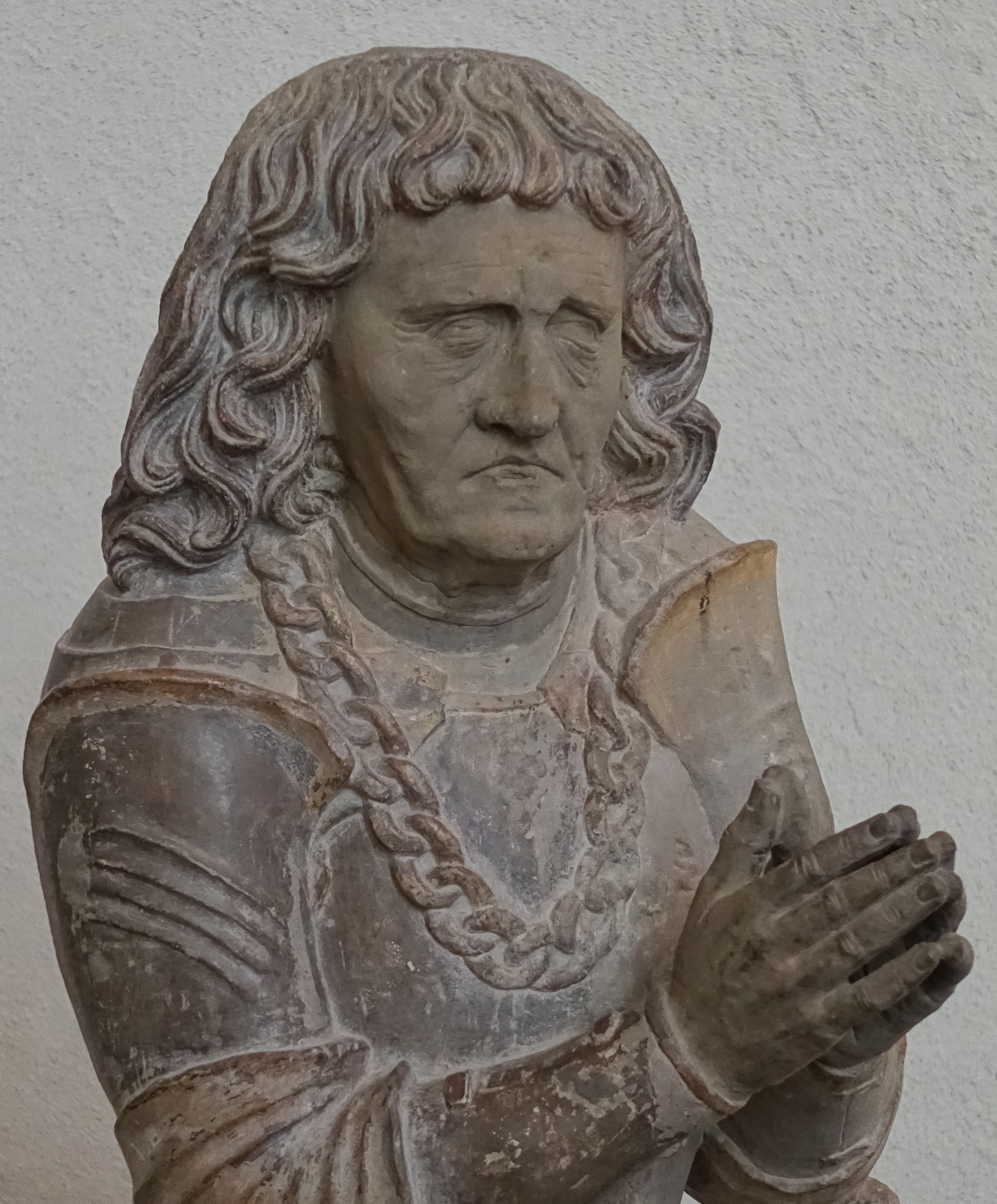
„Der betende Ritter“, Steinbild des württembergischen Landhofmeisters Hermann von Sachsenheim von 1501 in der Stiftskirche in Stuttgart.

Hermann von Sachsenheim (* zwischen 1366 und 1369 in Groß-Sachsenheim oder auf dem Gut Ingersheim am Neckar; † 5. Juni 1458 in Konstanz) war ein deutscher Dichter.
Von 1419 bis 1442 war der aus einem alten edelfreien Geschlecht stammende Hermann Rat der verwitweten Gräfin Henriette von Mömpelgard, die damals als Vormund ihrer Söhne die Regentschaft Württembergs innehatte.
Zwischen 1421 und 1426 war er Vogt von Neuenbürg, im Jahr 1427 Vogt zu Eichelberg bei Weinsberg. Im Jahr 1431 erhielt Hermann von Sachsenheim das Familienlehen zu Groß-Sachsenheim.
Am 25. Januar 1442 wurde der Nürtinger Vertrag zwischen Ludwig I. und seinem Bruder Ulrich V. geschlossen, der die Teilung des Landes bewirkte. Wichtig für Hermanns Dichtertätigkeit war sein Verhältnis zur Uracher Linie, insbesondere zur Gemahlin des amtierenden Grafen Ludwig, Mechthild. Zwei seiner epischen Werke sind ihr gewidmet: Die Mörin und Der Spiegel. Ihr Witwensitz zu Rottenburg am Neckar, wo sie nach dem Tod ihres zweiten Gatten Erzherzog Albrecht VI. von Österreich (1418–1463) einen Musenhof einrichtete, kann schwerlich als Vorbild für Hermanns Venushof der Mörin gedient haben, da Hermann von Sachsenheim bereits 1458 verstarb. Es ist aber anzunehmen, dass Mechthilds Förderung der Künste bereits am Württemberger Hof einsetzte.
Hermanns gleichnamiger Sohn Hermann war württembergischer Landhofmeister, seinem Bruder Jörg von Sachsenheim wurde früher fälschlich ein Anteil an der Schaffung des in der Württembergischen Landesbibliothek verwahrten Sachsenheim-Gebetbuches zugeschrieben.

## Werke
| → Spaltensortierung |
| - Eine Spalte sortieren: das Symbol im Spaltenkopf anklicken. - Nach einer weiteren Spalte sortieren: Umschalttaste gedrückt halten und das Symbol anklicken. |

| Jahr      | Titel                  | Quelle                          |
| --------- | ---------------------- | ------------------------------- |
| ?         | Grabschrift            | Huschenbett 1981.               |
| ?         | Jesus der Arzt         | Huschenbett 1981.               |
| nach 1444 | Die Unminne            | Klingner 2013.1, Seite 458–461. |
| um 1450   | Von der Grasmetzen     |                                 |
| 1451/1453 | Des Spiegels Abenteuer | Klingner 2013.1, Seite 835–839. |
| 1453      | Die Mörin              | Klingner 2013.1, Seite 840–848. |
| 1453–1458 | Das Schleiertüchlein   | Klingner 2013.1, Seite 310–313. |
| 1455      | Der goldene Tempel     | Huschenbett 1981.               |